# غار صفر
غار صفر مربوط به دوران فرادیرینه‌سنگی است و در شهرستان استهبان، بخش مرکزی، ۱/۲ کیلومتری شرق شهر ایج، دامنه غربی کوه یال خری واقع شده و این اثر در تاریخ ۱۸ شهریور ۱۳۸۷ با شمارهٔ ثبت ۲۳۴۵۴ به‌عنوان یکی از آثار ملی ایران به ثبت رسیده است.